# چای لی (بیله‌سوار)
چای‌لی (به ترکی آذربایجانی: Çaylı، تا سال ۲۰۰۵ فیولتوفکا Fioletovka) یک منطقه مسکونی در جمهوری آذربایجان است که در شهرستان بیله‌سوار (جمهوری آذربایجان) واقع شده است. چای‌لی ۱۹۶۸ نفر جمعیت دارد.